# Rudolstadt
Rudolstadt là một thị xã thuộc bang Thüringen, gần rừng Thüringenn về phía tây nam, gần Jena và Weimar về phía bắc.
Là thủ phủ cũ của Thân vương quốc Schwarzburg-Rudolstadt, thị xã này nằm dọc theo sông Saale trong thung lũng bao quanh bởi rừng. Tại thị xã này có lâu đài Heidecksburg nằm trên ngọn đồi trên phố cổ.

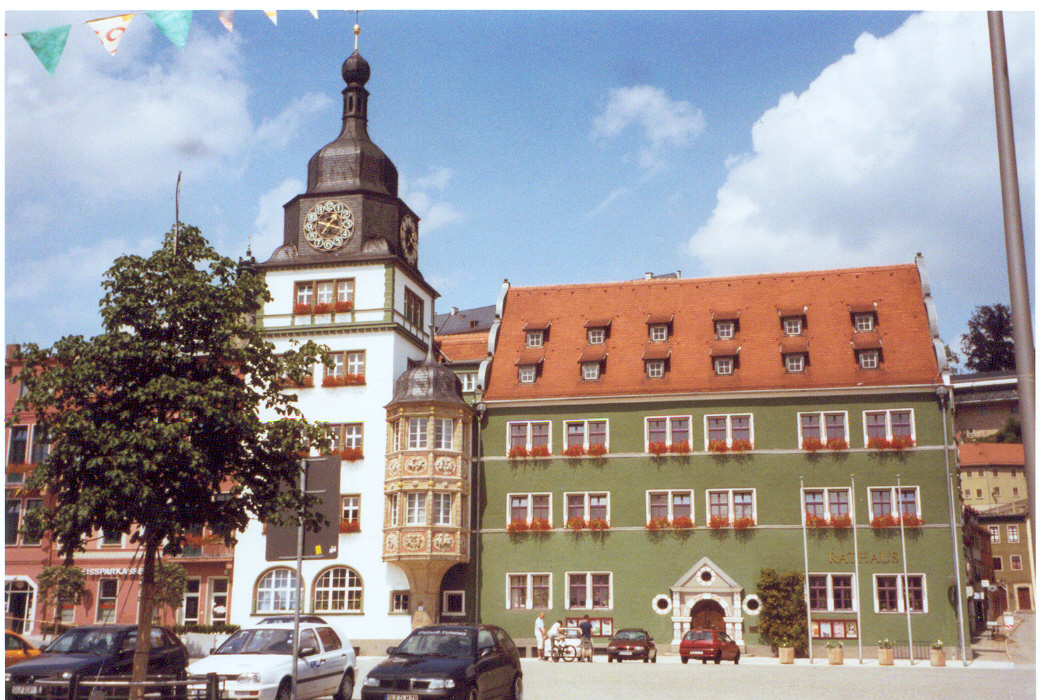
Tòa thị chính

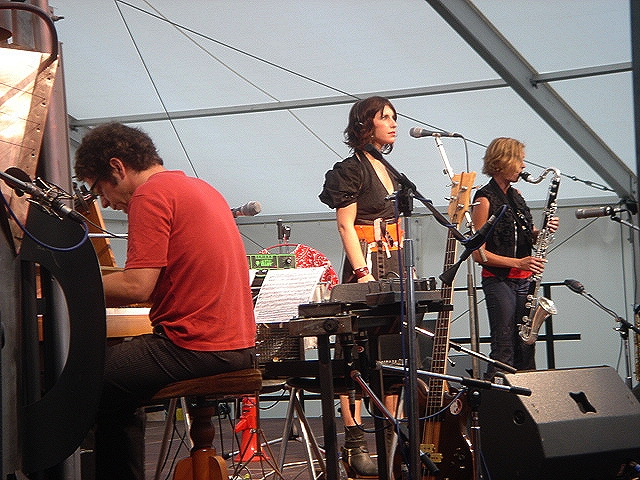
Bobo 2006